# Remington Model 700

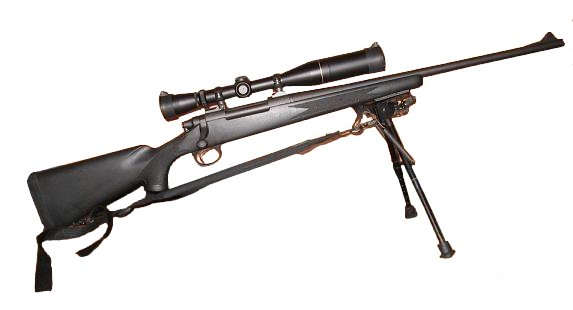
Remington Model 700 ADL

Remington Model 700 is de naam van een serie jacht- en sportwapens gefabriceerd door Remington Arms sinds 1962. Alle uitvoeringen zijn gebaseerd op hetzelfde grendelsysteem. Standaard is een intern magazijn voorzien voor 3, 4 of 5 patronen, afhankelijk van het kaliber. Sommige uitvoeringen hebben een uitneembaar magazijn.
Er zijn verschillende versies, zowel voor jagers en sportschutters, alsook voor militair en politiegebruik.
De Remington Model 700 is anno 2012 leverbaar in meer dan 25 verschillende kalibers.